# Fritz Schmenkel
Fritz Hans Werner Schmenkel ps. „Iwan Iwanowicz” (ur. 14 lutego 1916 w Warzowie, obecnie Warszewo w Szczecinie, zm. 22 lutego 1944 w Mińsku) – niemiecki żołnierz, komunista, radziecki partyzant, pośmiertnie nagrodzony tytułem Bohatera Związku Radzieckiego (1964).

## Życiorys
Był członkiem Komunistycznej Międzynarodówki Młodzieży Niemiec, pracował w cegielni, później w fabryce. W grudniu 1938 otrzymał powołanie do Wehrmachtu, jednak uchylił się od służby symulując chorobę, za co został uwięziony w Torgau. W październiku 1941 został uwolniony i skierowany na front wschodni w składzie 186 Dywizji Piechoty Wehrmachtu, jednak już w listopadzie 1941 zdezerterował i w rejonie miasta Biełyj nawiązał kontakt z radzieckimi partyzantami. 7 lutego 1942 został przyjęty do oddziału partyzanckiego „Śmierć Faszyzmowi!”, w którym do marca 1943 był wywiadowcą i celowniczym karabinu maszynowego, brał udział w wielu akcjach w obwodzie kalinińskim (twerskim) i smoleńskim. We wrześniu 1943 został odkomenderowany z oddziału partyzanckiego do dyspozycji oddziału wywiadowczego Frontu Zachodniego, gdzie przeszedł specjalne przygotowanie i został mianowany zastępcą dowódcy grupy dywersyjno-wywiadowczej „Pole” mającej wykonywać zadania specjalne w rejonie Orszy. W grudniu 1943 wraz z dwoma wywiadowcami-Rosjanami został skierowany na tyły frontu, jednak na początku 1944 schwytany przez hitlerowców, 15 lutego 1944 skazany na śmierć i tydzień później rozstrzelany. W 1965 jego imieniem nazwano ulicę w Nielidowie.

## Odznaczenia
- Złota Gwiazda Bohatera Związku Radzieckiego – 6 października 1964
- Order Lenina – 6 października 1964
- Order Czerwonego Sztandaru – marzec 1943